# Chie umezawa
Chie Umezawa（うめざわ ちえ）は、日本の歌手。東京都出身。

## 来歴
東京生まれ。
5歳でピアノを学ぶ。
12歳でクラシックバレエを習い始める。
17歳でアメリカ・サンディエゴにダンスと演劇を学ぶために単身渡米。
思春期の7年間を米国で過ごした後、24歳で帰国。
帰国後、舞台女優としての経験を積む。
同時期に、都内のジャズクラブでジャズを歌いはじめる。
レパートリーにボサノヴァを耳で聞いてポルトガル語で歌い始めたのをきっかけにデビュー。
- 2004年01月 - セルソ・フォンセカプロデュースによるアルバム『サビア』でデビュー
- 2004年06月 - セルソ・フォンセカと共に全国ブルーノートツアー
- 2005年10月 - 2006年9月 パリとリオ・デ・ジャネイロに渡り、音楽と語学を勉強するため長期滞在
- 2006年10月 - 日本に帰国
- 2007年07月 - セカンドアルバム『Ilha de Sol』のレコーディングのため、ブラジル・リオ・デ・ジャネイロに滞在
- 2007年11月 - セカンドアルバム『Ilha de Sol』をリリース
- 2008年03月 - 初単独ツアーで、日本全国をまわる
- 2009年03月 - 映画『はやぶさ HAYABUSA BACK TO THE EARTH』のエンディングテーマ「宙よ」を歌う
- 2010年01月 - ブラジル・ミナス州ベロ・オリゾンチにて、サードアルバム『フロール・ヂ・ミン』をレコーディング
- 2010年09月 - 『フロール・ヂ・ミン』ツアーとして、ブラジル・サンパウロからピアニストであるチアゴ・コスタを迎え日本全国をまわる
- 2014年12月19日 - ステージ活動及び音楽活動の停止を発表する
- 2017年09月20日 - 音楽活動を再開した

## ディスコグラフィ

### アルバム
- サビア Sabia, 2004年1月31日, VIDEOARTS MUSIC
- イーリャ・ヂ・ソール Ilha de Sol, 2007年11月21日, VIDEOARTS MUSIC
- フロール・ヂ・ミン Flor de mim, 2010年10月7日

### シングル
- ヴェント Vento, 2003, Village Records
- 君の住む街角 On the street where you live, 2004年7月28日, VIDEOARTS MUSIC

### 参加作品
- りんごの子守唄（赤盤）Apple of her eye {Tr02. Across The Universe} 2005年11月2日 VIDEOARTS MUSIC
- パンと羊とラブレター  Fairlife  {Tr.05 I love you…feat.chie} 2007年3月7日 SME Records
- みちくさ日和  Fairlife {Tr.05 セツナワルツ feat.chie} 2010年2月3日 SME Records
- LOST MEMORY THEATRE -act 2- Jun Miyake {Tr.9 Que sera sera feat.chie umezawa} 2014年8月20日 yellobird-records

## 出演

### テレビ番組
- TBS『ブロードキャスター』エンディングテーマ  （2004年10月）
- NHK-BS番組 『体感!発見!川紀行!』のエンディングテーマ収録（2014年9月）

### コマーシャル
- NTT西日本 "Lovin' you"『災害篇』 2005年5月
- ネスレ日本「ネスカフェ エクセラ」"Killing me Softly" 2005年7月

### 映画
- はやぶさ HAYABUSA BACK TO THE EARTH - 上坂浩光監督作品。2009年4月1日に日本全国のプラネタリウムで上映された作品。エンディング・テーマソング「宙よ」を歌う。